# Макаров, Михаил Кондратьевич
Михаил Кондратьевич Макаров (1747—1813) — русский адмирал, начальник Ревельской эскадры, член Адмиралтейств-коллегии, член Государственного совета Российской империи.

## Биография
Родился в 1747 году. С 15 марта 1761 года — в Морском кадетском корпусе; 12 февраля 1763 года был произведён в гардемарины, а 19 февраля следующего года — в кадетские подпрапорщики; 18 марта 1765 года был произведён в прапорщики и назначен в распоряжение контр-адмирала Ф. К. Мекензи; 15 апреля 1766 года произведён в мичманы.
30 июля 1769 года Макаров получил чин лейтенанта и отправился на фрегате «Почтальон» в Средиземное море. Там он участвовал в разгроме турецкого флота у острова Хиос — весь вражеский флот при Чесме был сожжён. Через пять лет, командуя фрегатом «Счастливый», возвратился в Ревель в чине капитан-лейтенанта (произведён 16 марта 1774 года).
Продолжая службу на Балтийском флоте, Макаров командовал в 1780 и 1781 годах фрегатом «Св. Александр Невский», в эскадре бригадира Н. Л. Палибина, ходившей из Кронштадта в Лиссабон и обратно. В 1782 году командовал кораблём «Благополучие» в эскадре контр-адмирала А. И. Круза и совершил плавание от Кронштадта в Ла-Манш и обратно.
21 апреля 1783 года он был произведён в капитаны 1-го ранга и командирован в Херсон, на Черноморский флот. В 1784 и 1785 годах Макаров был членом комиссии для построения в Кронштадте нового Адмиралтейства. В 1785—1786 годах командовал кораблём «Дерись».
В продолжение войны со Швецией, в 1788 и 1789 годах, командуя кораблём «Всеслав», Макаров участвовал в сражениях у Гогланда и Эланда, и 18 июля 1788 года за оказанную храбрость получил орден Св. Георгия 4-го класса (№ 250 по кавалерскому списку Судравского и № 528 по списку Григоровича — Степанова)
Во уважение отличной храбрости и мужественных подвигов, оказанных 6 июля 788 года нанесением более других вреда флоту шведского короля.
14 апреля 1789 года Макаров был произведён в капитаны бригадирского ранга.
В марте 1790 года Макаров был послан в Архангельск, где начальствовал небольшой эскадрой, снаряжённой для воспрепятствования шведам напасть на этот город; 6 апреля того же года произведён в капитаны генерал-майорского ранга. 2 марта 1791 года Макаров был отозван в Кронштадт и назначен командиром корабля «Евсевий».
Произведённый 9 февраля 1793 года в контр-адмиралы, Макаров в 1794 году командовал эскадрой в крейсерстве у Дагерорта, в 1795 году ходил в Англию на вспомогательной эскадре, бывшей под начальством вице-адмирала П. И. Ханыкова, и вместе с эскадрой английского адмирала Адама Дункана, блокировавшей голландские берега. В следующем году Макаров вместо Ханыкова был сделан командиром упомянутой эскадры, продолжая служить под главным начальством Дункана, перезимовал в Англии и весной 1797 года получил рескрипт, повелевавший ему возвратиться в Россию. Но как раз в это время произошло на английском флоте возмущение, и Дункан остался для содержания блокады у Текселя с двумя только судами, то Макаров, по совету российского посланника в Лондоне графа С. Р. Воронцова, поспешил к нему на подкрепление.
Вскоре, по восстановлении порядка, корабли английские явились на смену русским, и Макаров возвратился в Россию, где император Павел I возложил на него орден Св. Анны 1-й степени, а король Великобритании Георг III прислал ему золотую шпагу, богато украшенную алмазами, с надписью «Тексель, 12-го июня 1797 года».
30 сентября 1797 года Макаров был пожалован в вице-адмиралы и в следующем году снова послан в Англию, где к нему присоединились две эскадры: из Архангельска под командованием вице-адмирала Е. Е. Тета и из Кронштадта под командованием контр-адмирала П. К. Карцова. Под начальством Макарова состояло тогда 14 кораблей, 4 фрегата в один катер. Их целью было крейсерство у голландских берегов против французского флота.
В 1799 году Макаров, действуя совместно с эскадрой английского адмирала Дункана, высаживал десанты на голландском берегу. За эту кампанию Макаров в сентябре 1799 года был награждён командорским крестом ордена Св. Иоанна Иерусалимского и орденом Св. Александра Невского, а от английского принца-регента другой богатой золотой шпагой.
В 1800 году он благополучно возвратился в Кронштадт с флотом и сухопутными войсками десантного корпуса.
Едва Макаров окончил эти действия, как по переменившимся политическим обстоятельствам сделался противником англичан. В начале 1801 года он был назначен главнокомандующим эскадрой в Ревеле, который выведен был на рейд для встречи ожидаемой неприятельской эскадры.
Вступление на престол императора Александра І восстановило дружественные отношения к Англии, и Макаров, пожалованный 14 марта 1801 года в адмиралы, был отозван в Санкт-Петербург. В июле 1802 года он был назначен членом Адмиралтейств-коллегии и Комитета для образования флота, в том же году он за 37-летнюю службу в офицерских чинах получил орден Св. Владимира 4-й степени; в 1807 году получил должность начальника морских команд в Санкт-Петербурге, а 1 января 1810 года Высочайше повелено ему было присутствовать в Военном департаменте Государственного совета.
Скончался 19 сентября (1 октября) 1813 года в селе Романщина Лужского уезда Санкт-Петербургской губернии.
Его второй женой (с 10 июля 1804 года) была Мария Александровна фон Круз, урождённая Варлант, вдова адмирала Александра Ивановича фон Круза.